# جزيرة الأكعاب
جزيرة الأكعاب موقع اثري في خور أم القيوين، تبلغ مساحتها 3 كيلومتر طولاً و2 كيلومتر عرضاً، يحيط بها من الجنوب منطقة الرملة ومن الجنوب الشرقي موقع الدور ومن الشمال جزيرة الغلة ومن الشرق جزيرة السينية، كانت معسكرًا للصيادين خلال الألف الخامس قبل الميلاد أي حوالي أكثر من 6500 سنة مضت، حيث كانوا يبنون مساكنهم بشكل دائري، وكانت مهنة الصيد هي النشاط الرئيسي لسكان الجزيرة.
اكتشفت بعثة الآثار الفرنسية الموقع بالتعاون مع متحف أم القيوين، والتي بدأت العمل في يناير/كانون الثاني 2002 حتى مارس/آذار 2009، بدأت الحفريات في الموقع على مساحة 400 متر مربع، وعثر فيها على بقايا عظام بقر البحر، وقواقع وأصداف مختلفة الأنواع والأحجام، إضافة إلى مجموعة كبيرة من عظام الأسماك، ومجموعة من الخرز مصنوعة من المحار، بعضها مثقوب والبعض الآخر غير مثقوب. كما عُثر على مجموعة من القطع الفخارية التي تعود إلى فترة العبيد وفترة جمدت نصر، وفي العام 2002 تم العثور على لؤلؤة غير مثقوبة تعود إلى الألف الخامس قبل الميلاد وبذلك تكون من أقدم اللآلئ المكتشفة في المنطقة، بالإضافة إلى 17 لؤلؤة أغلبها ذات لون ذهبي وأبيض. كما أثبتت الدراسات التي قام بها علماء آثار مختصين بعصور ماقبل التاريخ وعلماء مختصين بالعظام إلى أن تجمع بقايا عظام بقر البحر وتراكمها هو أمر مقصود وقد يكون مذبحاً شعائرياً، ويتكون هذا التجمع العظمي من مصطبة مفلطحة تمتد حوالي 10 أمتار وبارتفاع 40 سم، وتضم بقايا عظام 40 أطوم تقريباً.

## روابط خارجية
جزيرة الأكعاب - وزارة الثقافة والشباب